# فرودگاه میازاکی
فرودگاه میازاکی (به انگلیسی: Miyazaki Airport) یک فرودگاه همگانی با کد یاتا KMI است که یک باند فرود آسفالت بتن دارد و طول باند آن ۲۵۰۰ متر است. این فرودگاه در کشور ژاپن قرار دارد .

## شرکت‌های هواپیمایی و مقصدهای پروازی
| شرکت‌های هواپیمایی                           | مقصدهای پروازی                         |
| ------------------------------------------- | -------------------------------------- |
| آل نیپون ایرویز                             | فوکوئوکا، چوبو سنترایر، اوساکا، هانه‌دا |
| آسیانا ایرلاینز                             | اینچئون                                |
| چاینا ایرلاینز                              | تائویوان تایوان                        |
| هنگ کنگ ایرلاینز                            | هنگ کنگ                                |
| خطوط هوایی ژاپن                             | اوساکا، هانه‌دا                         |
| Japan Airlines اجرا توسط Japan Air Commuter | فوکوئوکا                               |
| Peach                                       | کانزای                                 |
| Solaseed Air                                | ناها، هانه‌دا                           |

Link Airs, a Fukuoka-based regional airline startup, planned to begin service to the airport in 2014. However, the company filed for bankruptcy before launching any flights.